# Geografía de Níger
Níger es un país de África que limita al norte con Argelia y Libia, al este con Chad, al sur con Benín y Nigeria, al oeste con Burkina Faso y al norte y al oeste con Malí. Su capital es Niamey.
El territorio consta de dos partes bien diferenciadas: una a orillas del río Níger y otra interior dominada por el desierto del Sahara. Respecto a la primera, en ella se encuentra Niamey, la capital del país. Esta zona lindante con el río Níger es, junto con toda la frontera con Nigeria, en la que se encuentran los principales núcleos de población del país (Zinder, Maradi o Tillabéry).
El resto del país se halla dominado por el desierto del Sahara, el cual alcanza su máximo esplendor en el Teneré. Como antes de que se desertizase fue tierra fértil, aún quedan muchos vestigios en el desierto. Además dentro del desierto hay macizos montañosos como el del Air. Las ciudades más importantes de esta zona "interior" del país son Tahoua y Agadez.
Finalmente, en el extremo suroriental del país se encuentra una parte del lago Chad. 

## Relieve
Níger ocupa una parte importante del desierto del Sahara y el Sahel, y sus paisajes se componen principalmente de desiertos, dunas y áridas mesetas. Solo un 2% del país, en la parte más meridional está compuesta por bosques y humedales. El río Níger atraviesa la cola de Níger, si asumimos que tiene la forma de un pez que mira hacia el noreste, entra desde Mali por el noroeste, cruza junto a las ciudades de Ayorou, Tilabéyu y Niamey, la capital, forma parte de la frontera con Benín y entra en Nigeria por el sur. El resto del país es una vasta penillanura antigua, con una altitud media de 350 m. En el norte, las montañas de Air salpican el desierto con una serie de nueve macizos; en el meridional se encuentra el punto más alto del país, el monte Idoukal-n-Taghès, de 2.022 m. En el extremo noreste se encuentra la meseta de Djado y en el sudeste la cuenca del lago Chad, que hace frontera con este país. El país puede dividirse en tres partes:

#### El sur de Níger
La zona sur de Níger es una franja de 1300 km de largo que va desde la frontera con Nigeria hasta Malí. Su anchura no sobrepasa los 200 km (N'Guigmi, Tanout, Tahoua, Malí). Es la parte menos árida del territorio nacional y constituye el "Níger útil". Al este, el relieve de los Damagaram divide las aguas de la cuenca hidrográfica del lago Chad y la del Atlántico. Las cubetas arcillosas pueden mantener una zona lacustre. Esta región se compone principalmente de mesetas de areniscas, con mantos de arena, depresiones y valles fósiles reactivados en la temporada de las lluvias. Al oeste, la meseta está cortada por el valle del río Níger y los valles fósiles de Bosso y Maouri.

#### El Air

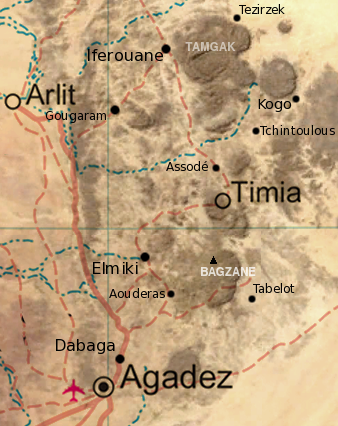
Mapa del sur de las montañas de Air

Las Montañas de Aïr forman un macizo montañoso situado en el noroeste del país, extendiéndose sobre 300 km de norte a sur y 200 km de este a oeste, entre los 17° y los 20°30′ N y los 7°30′ y los 10° E. Presenta un conjunto de macizos cristalinos y volcánicos que emergen de un zócalo antiguo. Incluye tres unidades geológicas principales: zócalo precámbrico, de color gris pálido; estructuras en forma de anillo subvolcánicas del paleozoico, de color gris oscuro a negro, y vulcanismo del terciario y el cuaternario, negro. Los tres tipos petrográficos principales se caracterizan, el primero, por el dominio de las rocas graníticas alcalinas, el segundo, compuesto esencialmente de rocas volcánicas, y el tercero, por una serie completa de rocas plutónicas, desde el gabro hasta el granito.
El roquedo es una meseta metamórfica cámbrica muy erosionada en la que emergen una serie de montes aislados de cimas planas. De norte a sur hay nueve, Adrar Bous, Fadei, Greboun, Tamgak, Chirriet, Taghmert, Agueraguer, Takaloukouzet y Goundai. La mayoría son intrusiones de granito, salvo el macizo de Takaloukouzet, que es de conglomerado, la caldera de Arakao, volcánica, del terciario y el cuaternario, las montañas de Izouzaoene en el santuario Addax, de mármol azul, y las colinas del valle de Zagado, de mármol blanco. Macizos y llanuras están profundamente cortados por antiguos cañones y uadis de inundación. Los suelos son escasos, principalmente arenas gruesas, gravas y piedras, aunque en los uadis puede encontrase algo de yeso y limos.
Las altitudes sobrepasan los 1000 m: el punto culminante de las montañas Aïr son el Monte Idoukal-n-Taghès (2.022 m). La vertiente sur se hunde en una depresión dominada por el acantilado de Tiguidit. La vertiente este está en contacto con el desierto del Teneré. Al oeste, la transición se lleva a cabo rápidamente con la llanura de Talak y las regiones de  Azawak y Tamesna. El Air presenta unas vertientes variadas en el centro de una llanura monótona e hiperárida.
El grupo tuareg de los Kel Owey fueron el poder dominante en las montañas del Air desde el siglo XVIII hasta la llegada de los franceses a principios del siglo XX. Los Kel Owey controlaban el centro de las tres rutas principales de comercio entre el Sahel y el Mediterráneo, especialmente la ruta entre el califato de Sokoto, de los fulani, al sur, y Ghadamés, al otro lado del desierto, en el norte. Transportaban, en caravanas, pieles, cueros, plumas de avestruz, oro y otros bienes, y varios miles de esclavos cada año. Los tuaregs tenían camellos, caballos, vacas, cabras y ovejas que vendían. También comerciaban con sal, viajando varios cientos de kilómetros al este del Air hasta los oasis de Kawar y Fachi, donde vendían grano y manufacturas a cambio de conos de sal en Bilma y otros puntos.

#### ElTeneré

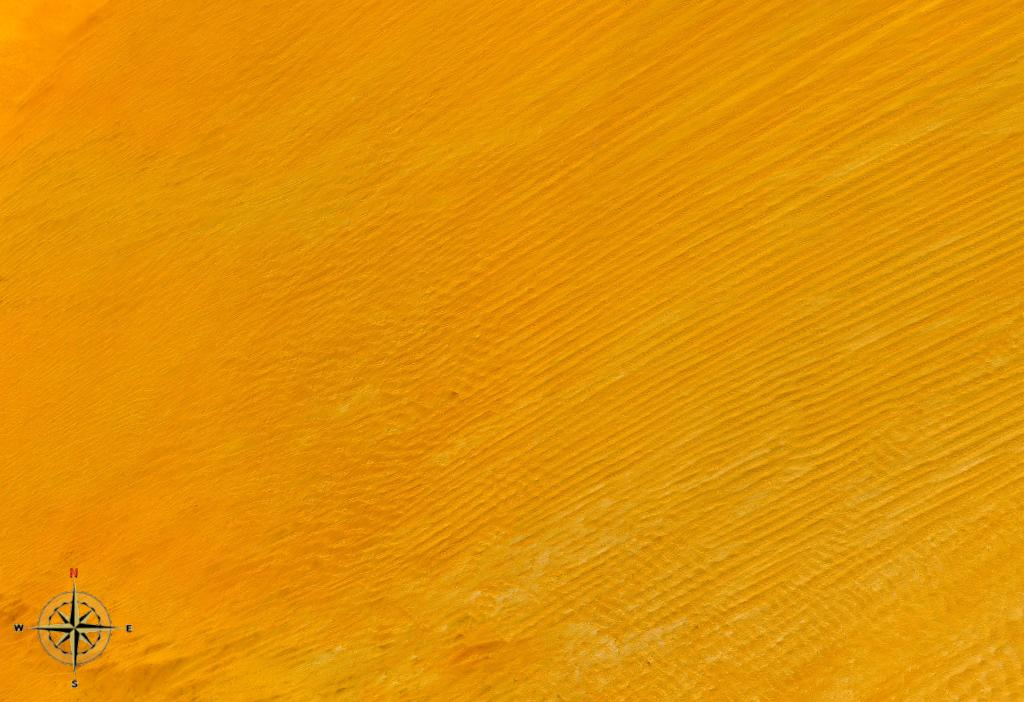
Región del Teneré en Níger (NASA).

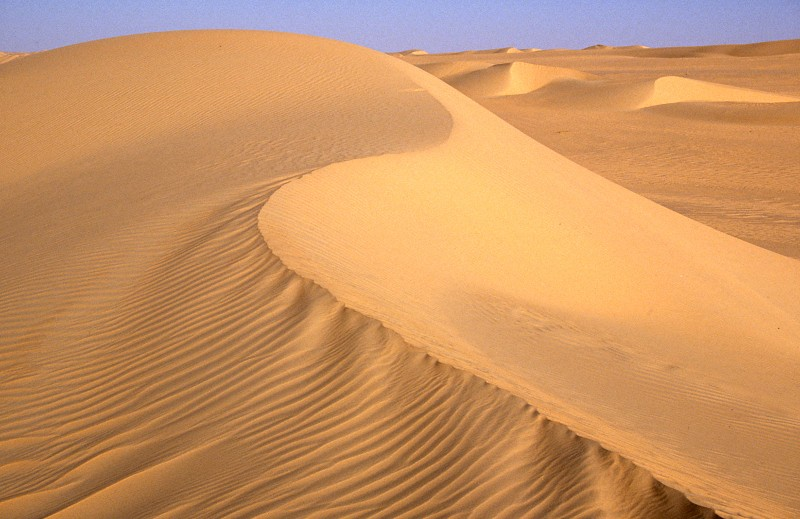
Dunas del gran erg de Bilma.

El desierto del Teneré, en la región de Tombuctú, constituye la mayor parte del noreste del país, con una extensión de 700 km de largo por 500 km ancho. Es una llanura arenosa hiperárida, limitada al oeste por las montañas de Air; al norte, por las montañas del Hoggar; al noreste por las mesetas de Djado y Maguéni; al este por las montañas de Tibesti y el acantilado de Kaouar, y al sur, por la depresión del lago Chad. Es, con el Majabat al Koubra y el desierto libio, la zona más seca del Sáhara actual. Si se añade la parte que ocupa en Chad, su extensión se acerca a los 450.000 km². La parte central del desierto es el erg de Bilma, un inmenso mar de dunas que se extiende desde el oasis de Fachi, al este del Air, hasta la ciudad de Bilma, con importantes minas de sal y el más meridional de una serie de oasis situados de norte a sur a lo largo del acantilado de Kaouar, que era la ruta utilizada por los caravaneros entre el Fezzan de Libia y el Sudán, protegida por los señores feudales del Imperio Kanem-Bornu. Otra subregión de este desierto es el llamado Ténéré de Tafassaset. Un río fósil, el Azawad, nacido en las montañas de Air, alimentó en su día un gran lago en el Teneré ahora desaparecido. A su vez otro gran río fósil, el Tafassaset, nacido en el macizo de Adrar, cruzaba el Teneré, con un gran número de afluentes, camino del lago Chad. A lo largo de su curso hay dispersos túmulos funerarios preislámicos y restos líticos y útiles testimonio de una antigua actividad agrícola.
Las reservas naturales del Air y el Teneré suman juntas 7,7 millones de hectáreas, esto es 77.000 km². Comprenden el macizo eruptivo del Air y el desierto sahariano del Teneré. El Teneré es patrimonio de la humanidad desde 1991. En su interior, a unos 200 km al noreste de Agadez, se encuentra el monumento construido al último árbol que servía de orientación a los viajeros que cruzaban desde el Air hasta Bilma, el Árbol de Teneré. Uno de los pozos más importantes de la ruta transahariana es el de Acheggour, en el último acantilado antes de Kaouar.

### Geología
Al oeste de Níger predominan en una gran extensión las rocas precámbricas, con un zócalo cristalino ígneo y metamórfico de más de 2200 millones de años, formado en los eones finales de la era arcaica y el proterozoico. La cuenca del lago Volta, las montañas de Air y la cuenca de Iullemmeden empiezan a formarse en el neoproterozoico y el paleozoico, junto con numerosos anillos de origen volcánico y acontecimientos como una glaciación y la orogenia panafricana. Níger tiene grandes recursos minerales debidos a su compleja mineralización y la laterita, que comprenden uranio, molibdeno, hierro, carbón, plata, níquel, cobalto y otros.

Cuencas de África Occidental

Mapa del cratón de África Occidental donde se aprecia el escudo Tuareg.

La cuenca de Iullemmeden (Uellemeden e incluso cuenca de Azawad), al oeste del Air, es la mayor cuenca interior subsahariana en África Occidental. Se extiende unos 1000 km de norte a sur y unos 800 km de este a oeste, con unos 360.000 km². Cubre el oeste de Níger y porciones de Argelia, Mali, Benín y Nigeria. Recibe este nombre por el pueblo tuareg de los iullemmeden, que viven en la región central de Níger, cuyo marco geográfico coincide con la región de Azawagh. Se cree que empezó a subsidir en el periodo permo-triásico, y a finales de Cretácico y el Paleógeno empezó a hundirse y llenarse de sedimentos. La recorren dos falla de NNE a SSW en el centro, y una falla WSW-ENE al noreste, cerca del Air. Durante el Cámbrico y el Pleistoceno se llenó con sedimentos que alcanzan un grosor de 1500 a 2000 m, con capas alternadas de cuando estaba por encima y por debajo del nivel del mar. Destacan los depósitos de uranio, así como de cobre, carbón y sal.
El macizo del Air, el Hoggar y el Adrar de los Iforas forman el escudo Tuareg, que, junto con el escudo de Benín-Nigeria forma parte del cinturón móvil de África Central, deformado por la orogenia panafricana de hace unos 600 millones de años. El zócalo cristalino del Air está compuesto por un núcleo altamente metamorfizado con intrusiones de granitos panafricanos. Al zócalo precámbrico se unen las estructuras subvolcánicas en forma de anillo del paleozoico y el vulcanismo cenozoico. El ring-dike, dique en forma de anillo o dique-anillo producido por una elevación de la lava en un cono volcánico, de Meugueur-Meugueur, en el macizo del Air, es uno de los más grandes del mundo, con 65 km de diámetro. La intrusión de Taguei, en cambio, de 800 m, es una de las más pequeñas.
Las rocas más viejas de Níger se encuentran en el sudoeste, proceden de la formación birimiana que se extiende por el norte de Ghana y Burkina Faso, con más de 2200 millones de años. El área de Liptako forma parte del cinturón del oro de África Occidental. El uranio se extrae de dos concesiones, una en Arlit y otra en Akouta, a 250 km al noroeste de Agadez. COMINAK (Compagnie minière d'Akokan) es la compañía minera de Níger que extrae el uranio. También existe la mina de uranio de Imouraren cuyo permiso de explotación está en manos de la compañía francesa Areva, hasta 2020 sin explotar porque que considera no es un buen filón.

## Clima

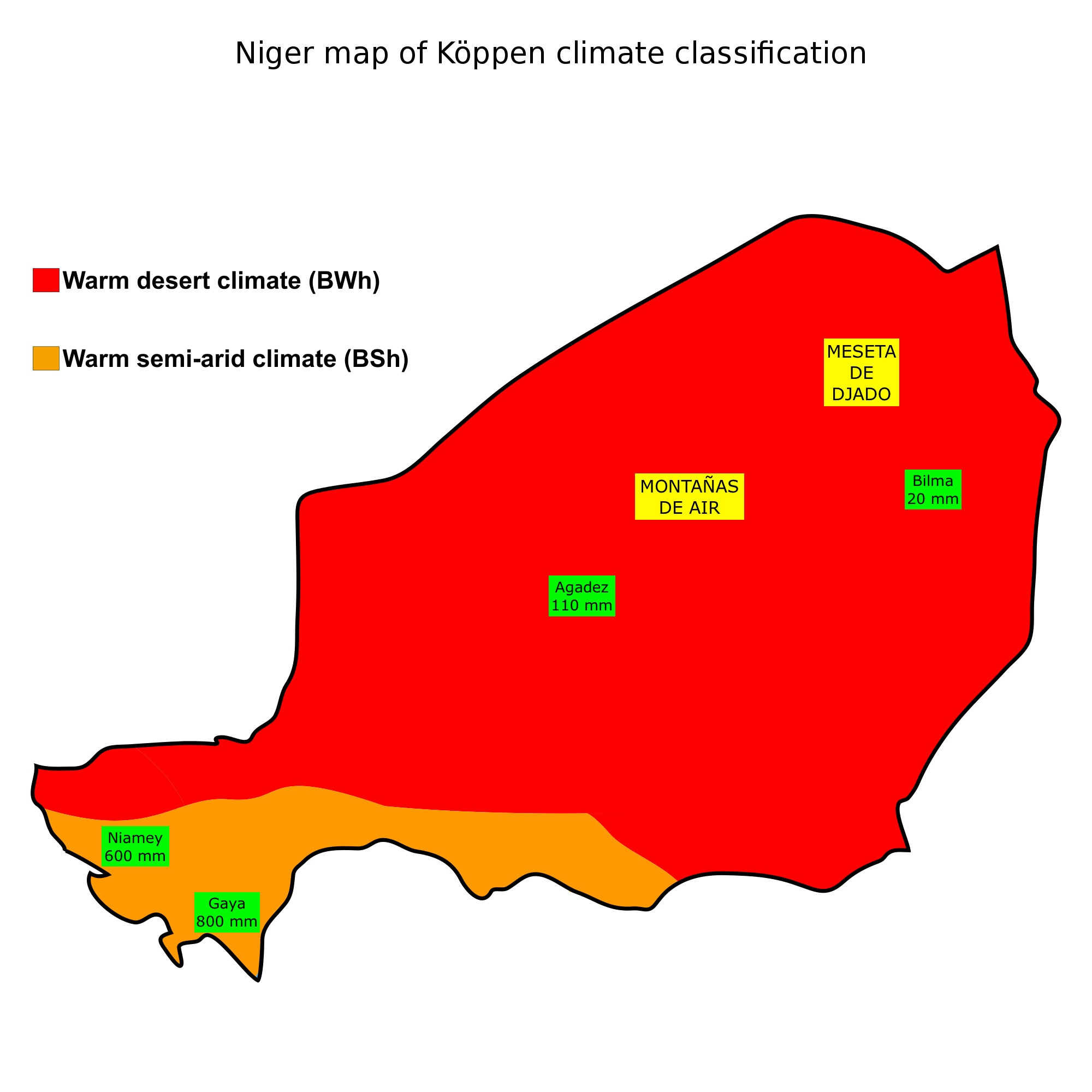
Mapa climático de Köppen de los climas de Níger. En rojo, desértico cálido; en calabaza, semidesértico-cálido.

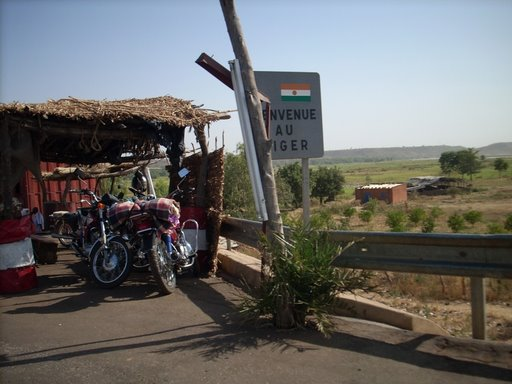
Gaya, en la frontera de Nigeria y Benín, es la ciudad más lluviosa de Níger

Situado en una de las zonas más cálidas y soleadas de la Tierra, Níger tiene un clima principalmente desértico y extremadamente seco. Se distinguen tres regímenes climáticos: el sahariano árido, hacia el norte; el régimen de transición sahelo-tropical, semidesértico, de la región del Air, y el semiárido de sabana, saheliano, al sur. Hay tres estaciones: cálida (de marzo a mayo), lluviosa (de junio a septiembre) y fría (de octubre a febrero).
El norte es templado en invierno, con grandes variaciones de temperatura. Puede ser frío por la noche y cálido durante el día, especialmente en febrero, y es muy cálido el resto del año, y casi siempre soleado. En la localidad de Bilma, situada en el noreste, en la región de Agadez, a 350 m de altitud, caen entre 14 y 24 mm de lluvia anuales, puede haber tormentas entre julio y septiembre, casi únicamente en agosto, y el resto del año es seco, con temperaturas que oscilan entre los 9 °C de mínima y los 28 °C de máxima en enero, y los 25-27 °C y 42-44 °C entre junio y agosto. Más al norte, en la meseta de Djado y en el centro, en las montañas de Air e incluso en el desierto de Teneré, las temperaturas pueden bajar por la noche hasta cerca de los 0 °C.  Probablemente, el lugar más frío sea el monte Idoukal-n-Taghès, cumbre del  Air, de 2.022 m, donde hiela a menudo. El resto del año, reina el calor, con máximas que superan los 40 °C y alcanzan los 50 °C entre abril y septiembre. Cuando sopla el harmatán, el polvo enturbia los cielos, especialmente a partir de enero.
En la región centro-sur, llegan los monzones en verano. En las zonas más septentrionales, en las vertientes sur del  Air y en Agadez pueden superarse los 100 mm de lluvia. En Agadez, con una temperatura media de 28 °C, caen entre 110 y 121 mm de lluvia anual, casi toda entre junio y agosto, con un máximo en agosto de hasta 50 mm. Las temperaturas oscila entre los 14 °C y los 29 °C de enero, y los 28 °C y 42 °C de mayo y junio.
En el sur, la influencia monzónica es más notable, en invierno ya no hace tanto frío por las noches, aunque puede bajar a 7-8 °C en enero, y subir a 32 °C ese mismo mes. En primavera, cuando se acercan las lluvias y el sol empieza a avanzar hacia el trópico de cáncer, es cuando hace más calor, con mínimas de 28-29 °C y máximas de 42 °C en Niamey, donde la cercanía del río Níger impide que refresque demasiado por las noches (mínimas de 15-17 °C) A veces se superan los 45 °C en mayo, pero la llegada de las lluvias hace descender las temperaturas veraniegas, a costa de un aumento de la humedad, con 25 °C de mínima y 35 °C de máxima en agosto en Niamey, donde las lluvias oscilan entre los 500 y los 600 mm anuales, concentradas entre mayo y octubre, con un pico de 140 mm en julio y entre 170 y 205 mm en agosto.
En el extremo sur, en la frontera con Burkina Faso, Benín y Nigeria, las lluvias superan los 600 mm en un paisaje de sabana. En Gaya, en la frontera con Benín y Nigeria, junto al río Níger, caen más de 800 mm entre mayo y septiembre, con más de 200 mm en agosto y más de 100 mm en junio, julio y septiembre. Aquí, abril, con una media de 33,7 °C es el mes más cálido, y enero, con 25,8 °C de media, el más frío.

## Hidrografía

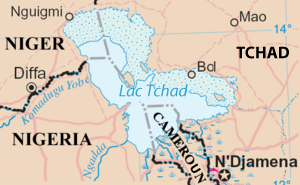
Región del Lago Chad en el sureste de Níger.

La red hidrográfica es pobre a causa de la sequía que domina generalmente la mayor parte del país. Esta red incluye:
- El río Níger, tercer gran río de África, con 4.200 kilómetros de largo, incluyendo 500 kilómetros en Níger.
- Los afluentes: Tapoa, Mekrou, Sirba, Dargol, Gorouol, Goroubi o Diamangou. Esta región del río Níger recibe el nombre de Níger útil.
- Lagos y ríos: Lago Chad, río Komadugu Yobe, lagos de Madarounfa, Abalak y Guidimouni.
- Importantes recursos de aguas subterráneas, con una grande pero profunda capa subterránea en el norte del país. La mayor parte de la población vive en zonas con recursos subterráneos abundantes, en el sur. Los acuíferos en formaciones sedimentarias se encuentran en el oeste y en el este del país. Los acuíferos sobre el zócalo cristalino proveen agua en las zonas rurales de Tillaberi, Zinder, Maradi y Agadez. En el año 2000 se estimaba que la reserva de agua renovable era de 2500 millones de m³, y la subterránea no renovable era de 2 billones de m³.[17]

En Níger hay una treintena de presas pequeñas, de las que una decena están inacabadas. La más importante, aún por terminar, es la de  Kandadji, en el río Níger, en la región de Tillabéri, 180 km al noroeste de Niamey. La construcción empezó en 2008 y se prevé inaugurarla en 2020. La presa tiene una altura de 28 m y una longitud de 8.780 m. El embalse cubrirá una superficie de 282 km². Tendrá 4 turbinas que producirán 130 MW. El volumen del embale provocará los consiguientes desplazamientos de población.

## Balance hídrico del país
Según Aquastat, el nivel de agua de la precipitación media anual es de 151 mm para una superficie de 1.267.000 kilómetros cuadrados, lo que totaliza un volumen de precipitación anual de 191.317 kilómetros³.
De este volumen de precipitación, la evapo-transpiración y la infiltración consumen 190,3 km³. Queda 1 kilómetro cúbico de agua superficial como recurso producido en el país. Además se produce cada año una cantidad de agua subterránea renovable de 2,5 kilómetros cúbicos.
A estos recursos de 3,5 km³ producidos internamente, hay que añadir 30,15 kilómetros cúbicos de agua producida fuera del país y que son parte de los recursos utilizables por el país, una vez que cruzan la frontera. Uno de ellos es el caudal aportado desde Malí por el río  Níger a un ritmo de aproximadamente 28 kilómetros cúbicos y desde Burkina Faso (1 km³). Por otro lado, unos 1,15 kilómetros cúbicos, debidos a los ríos fronterizos, provenientes de Benín y Nigeria de los que el 50% del caudal total de 2,3 km³ vuelve al Níger y constituye un aporte suplementario, (se trata de un afluente del  Níger que forma frontera entre Níger y Benín). Teniendo en cuenta estas aportaciones, el total de los recursos hídricos del país asciende a unos 33,65 kilómetros cúbicos anuales para una población estimada en 12 millones de habitantes en 2007, unos 2800 m³ de agua per cápita, que - al contrario de muchas ideas erróneas - es satisfactorio (en comparación, Alemania tiene sólo un poco más de 1.850 m³ de agua per cápita, y Francia, más o menos 3300 m³ anuales).
Además, el agua que sale del país puede alcanzar los 32,4 km³ en dirección a Nigeria, sobre todo, y en una pequeña parte del Lago Chad.

## Áreas protegidas de Níger

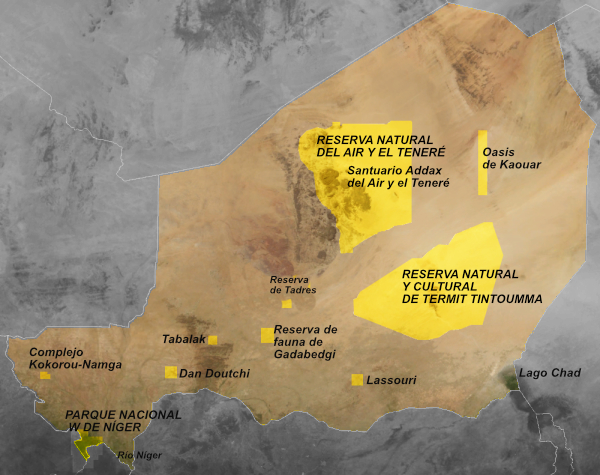
Áreas protegidas de Níger

En Níger se encuentran bajo algún régimen de protección 206.090 km², el 17,32 por ciento de territorio (1.109.099 km²). Hay 1 parque nacional, 1 reserva de la naturaleza, 1 reserva parcial de fauna, 2 reservas de fauna, 2 reservas nacionales de la naturaleza y 1 reserva estricta. Además hay 2 reservas de la biosfera catalogadas por la Unesco, 2 sitios patrimonio de la humanidad y 12 sitios Ramsar.
- Parque nacional W de Níger, 2200 km². Forma parte del Complejo W-Arly Pendjari, también llamado Reserva Transfronteriza de la biosfera de W-Arly-Pendjari , un conjunto de áreas protegidas en el cinturón de sabana de África Occidental que forman un mosaico continuo de nueve áreas protegidas, el Complejo W o Región W, al noreste, compartido por Níger, Benín y Burkina Faso, el Parque nacional de Pendjari y la Reserva Integral de Fauna de Arli, al sudoeste, además de las zonas de caza de Koakrana y Kourtiagou, en Burkina Faso, y Konkombri y Mékrou, en Benín.[24] En conjunto, la parte central del complejo cubre unos 17.150 km², una sucesión de ecosistemas sudano-sahelianos en buen estado. La adición de hasta 16 reservas parciales y zonas de caza ampliaría el complejo hasta 32.250 km².[25]

- Reserva total de fauna de Tadres, 7,88 km², 79 ha, sudoeste de Agadez, valle de Tadrès, al sur de las montañas de Air, originalmente dedicada a la protección de los oryx. Ruta de transhumancia para al ganado y los camellos, las dorcas salvajes y las gacelas.

- Reserva total de fauna de Tamou, 756 km² desde 1976, límite noroeste del Parque nacional W de Níger, reducida desde los 1.426 km² iniciales por la sequía y la presión de la población. Ejerce de tampón del parque nacional.[26]

- Reserva parcial de fauna de Dosso, 3.065 km², contigua al Parque nacional W de Níger y situada en la orilla izquierda del río Níger. Búfalos, antílopes y gacelas sometidos a intensa caza ilegal.[27] También jirafa nigeriana.

- Reserva de fauna de Gadabedji, 760 km², centro de Níger, al sur de las montañas de Air, en la región de Maradi. Estepa arbustiva (Boscia senegalensis, Caparis corymbosa, Commiphora africana, Acacia raddiana, Balanites aegyptiaca, Ziziphus mucronata, Acacia eremhbergiana, etc.) y pradera sahelianas (Panicum turgidum, Aristida mutabilis, Leptadenia pyrotechnica, Zornia glochidiata, Aristida sp, Choenepheldia gracilis, Cenchus biflorus, etc.).  con antílopes, especialmente gacelas dama.[28]

- Reservas naturales del Air y el Teneré, 77.360 km², patrimonio de la Humanidad desde 1991.

- Reserva natural y cultural de Termit-Tintoumma, 97.000 km², creada en 2012.[29] Es la mayor reserva de África, en el sudeste de Níger. Destaca la presencia del adax o antílope blanco.

- Santuario del Addax, 12.800 km², reserva integral que forma parte de las Reservas naturales del Air y el Teneré. Creada para proteger el antílope blanco  addax.

## Geografía humana
Níger tiene una población estimada en 2019 de 23,18 millones de habitantes. Es el país más grande de África Occidental, pero un 80 % de su territorio es desértico. La densidad de población global es muy baja, de 12 hab/km², pero con grandes diferencias, pues la mayor parte de la población ocupa solo el 35 % del país. En la región meridional de Maradi, que ocupa el 3,3 % del país, vive el 20 % de la población (90 hab/km²), mientras que solo el 3 % de la población vive en el 53 % del país.
La población crece a un ritmo del 4 % anual (7 hijos por mujer en 2016) y podría cuadruplicarse en 2050, alcanzando los 56 millones de habitantes. El 70 % de la población tiene menos de 25 años. Debido a los matrimonios muy jóvenes y a la crianza de los hijos, la educación es inferior en las mujeres que en los hombres. La emigración prefiere otros países de África Occidental, como Burkina Faso y Costa de Marfil. A través de Agadez, Níger es un paso de emigrantes del Sahel hacia Libia y Europa. La guerra de Mali, desde 2012, ha impulsado a unos 60.000 refugiados a este país, y los conflictos con Boko Haram en Nigeria han desplazado a miles de personas de la región de Diffa, en el sudeste.

#### Etnias de Níger
Más del 50 % de la población es de etnia hausa (53 %), que también es dominante en el norte de Nigeria, así como los zarma-songhai (21 %), granjeros sedentarios que viven en el sur del país. Fulani 6,5 %), kanuri (5,9 %), gurma (0,8 %) árabes, tubu (0,4 %) y tuareg forman el 20 % de la población, de carácter nómada o seminómada. En torno al 90 % de la población es musulmana, con pequeños grupos animistas y cristianos. Muchos musulmanes son sufíes y sunníes, y un 5 % son chiitas.